# 銹色擬喉盤魚
銹色擬喉盤魚，又稱銹色緣盤魚（學名：Acyrtus rubiginosus）為輻鰭魚綱喉盤魚目喉盤魚科的其中一種，分布於西大西洋區，包括墨西哥至宏都拉斯、巴哈馬群島至大安地列斯群島、小安地列斯群島等海域，棲息深度可達4公尺，本魚頭部相對較長且寬，上唇寬，前部比側面寬得多，鼻孔明顯呈管狀，前鼻孔有鼻翼，通常有多個尖端，上顎前部有一排8-9顆鈍至弱三尖的門齒，側面有一排6-8顆錐形齒；下顎前部有一排8-9顆鈍至弱三尖的門齒，側面有一排5-6顆錐形齒，鰓蓋下角有一小塊無凹槽的棘，吸盤較大，前部有大型C形乳突帶，背鰭軟條9枚、臀鰭7-8枚、胸鰭條24-27枚，無鱗片，側線僅以孔隙形式出現在頭部，上下底紫紅色，頭部上部和身體常有藍色小斑點，身體均勻呈紅色至淺色，有6條深紅色橫紋，體長可達3.5公分，屬底棲性魚類，生活在珊瑚礁區，與海膽共生，屬肉食性，以小型甲殼類為食。
其种加词“Rubiginosus”意为“锈色的”。